# Débito conjugal
A dívida conjugal (comumente referida como débito conjugal) é o compromisso sexual de um cônjuge um com o outro. O conceito deriva de descrições encontradas no direito canônico da Europa medieval.

## História
Durante o período medieval tardio (séculos X a XV), um novo pensamento escolástico permitiu à Igreja solidificar a doutrina, levando à formação do direito eclesiástico. Esta nova onda de pensamento resultou do renascimento e codificação de algumas leis romanas. Obras particulares de Irnério e seus alunos em 1112 e 1125 em particular, reconstruíram algumas leis do Código de Justiniano. O trabalho sobre leis permitiu aos estudiosos debater questões como o casamento como sacramento. Referências bíblicas ao casamento, como a encontrada em 1 Coríntios 7, alude a ele como uma medida preventiva para a "imoralidade sexual". Estudiosos como Graciano de Bolonha foram rápidos em postular suas teorias sobre o casamento. Sua obra do século XII, Decretum Gratiani, tornou-se um exemplo de texto inicial para outros estudos de direito canônico e é aqui que se encontra o primeiro relato de dívida conjugal. Nele, ele escreve que o casamento surgiu do desejo de evitar mais pecados por meio da fornicação. Graciano também é rápido em apontar quatro razões principais que as pessoas podem ter para se casar: ou seja, para a prole, para pagar a dívida ou a obrigação do sexo, para a incontinência, ou para satisfazer a luxúria e por prazer.
Surgiu então um padrão de obrigação sexual recíproca. O consentimento do cônjuge, a partir de interpretações sobre a dívida conjugal, permitiu que os cônjuges influenciassem mais facilmente a vida do outro cônjuge. Eles viviam em vínculo comunal, um vínculo sexual conhecido como "domicílio conjugal". Um exemplo notável da força desse vínculo foi quando um marido desejou deixar seu casamento para uma vida monástica, mas permanece em dívida sexual com sua esposa. Ele, portanto, só poderia partir para o mosteiro se sua esposa consentisse em sua partida.

## Impacto
Os tribunais eclesiásticos estavam se tornando cada vez mais um local para os casais resolverem disputas conjugais nos séculos XI e XII. Assim, tornou-se importante para a igreja consolidar e solidificar ainda mais o direito canônico, para que os tribunais pudessem resolver os numerosos casos. Essas leis canônicas cada vez mais rígidas tornaram muito mais difícil se divorciar ou anular um casamento. Uma forma de obter a anulação do casamento era se um dos cônjuges fosse impotente, ou seja, se não conseguisse cumprir a dívida conjugal. Nesses casos, o cônjuge saudável poderia se casar novamente, enquanto o impotente não. Houve alguma divergência entre o clero sobre os casos em que uma pessoa era capaz de cumprir a dívida conjugal, mas era estéril e não podia procriar. Nesses casos, alguns achavam que você precisava ser capaz de procriar para manter o casamento.
A dívida conjugal também teve implicações em termos de igualdade de gênero. Por exemplo, uma mulher tinha tanto direito quanto um homem de exigir a dívida. A dívida conjugal "tomou precedência sobre a maioria dos outros deveres". Mesmo no caso em que um lorde chamou um homem para se reunir. Se sua esposa insistiu na dívida, "os direitos da esposa tinham precedência sobre os do senhor". Uma situação semelhante se aplicava às cruzadas. Se um homem quisesse fazer uma cruzada, ele precisava da permissão de sua esposa, porque "sua partida a privaria do consolo sexual que ele devia a ela".